# Resident Evil 5
Vous lisez un « bon article » labellisé en 2010.
Resident Evil 5, sorti au Japon sous le nom Biohazard 5 (バイオハザード5, Baiohazādo Faibu), est un jeu vidéo de tir à la troisième personne édité et développé par l'entreprise japonaise Capcom. Il sort en mars 2009 sur PlayStation 3 et Xbox 360 puis en septembre sur les PC dotés de Windows.
Suivant les événements de Resident Evil 4, le jeu se déroule en Afrique en 2009. Chris Redfield et Sheva Alomar enquêtent sur un virus mutagène dispersé dans la nature et doivent se défendre contre les monstres qu'il engendre. Les développeurs ont intégré un mode de jeu en coopération pouvant être joué en ligne.
Le jeu connaît un gros succès commercial ; en décembre 2009, il s'est écoulé à 5,3 millions d'exemplaires autour du monde, soit la meilleure vente de la série Resident Evil et la deuxième plus grosse vente jamais faite par Capcom. Au printemps 2010, Resident Evil 5 est réédité dans une nouvelle version appelée Resident Evil 5: Gold Edition sur PlayStation 3 et Xbox 360. Il comprend le jeu et tous ses contenus supplémentaires disponibles en téléchargement.

## Trame

### Synopsis
En 2009, onze années après l'incident du manoir Spencer et cinq ans après la chute d'Umbrella, Chris Redfield, l'un des membres fondateurs de la BSAA (Bioterrorism Security Assessment Alliance), se rend dans le village africain de Kijuju pour empêcher la tenue d'une vente d'armes biologiques au marché noir. Il est épaulé dans cette mission par Sheva Alomar, membre de la division africaine de la BSAA qui est chargée de l'aider contre la menace bioterroriste.
En rencontrant Sheva, Chris se souvient de son ancienne partenaire Jill Valentine. Chris est en contact radio avec l’équipe Alpha dirigée par Kirk qui a pris position dans une autre zone du village. Au point de contrôle, Kirk l'informe qu'un certain Irving devrait être présent dans une vente d'armes biologiques et qu'ils doivent aller voir un contact pour récupérer leurs armes et en savoir plus sur la situation.
Sur le chemin qui mène à l'indicateur, ils aperçoivent vaguement des enlèvements de personnes dans les ruelles. Ils remarquent que les villageois ne sont pas très accueillants et plutôt avides de violence. Le contact leur demande s'ils ont déjà entendu parler d’Uroboros ; il leur explique que c'est bien pire que ce qu'ils pensaient et que leur mission consiste à récupérer des preuves et partir au plus vite.
Armes en main, Chris et Sheva découvrent un village vide jonché de cadavres d’animaux torturés, et arrivent devant une maison où Sheva entend un cri. En y entrant, ils découvrent deux villageois faisant avaler un étrange embryon à un troisième. Surpris par les sommations de Chris, les deux agresseurs fuient en laissant leur victime sur le sol. Cette dernière crie de douleur puis attaque soudainement Chris. Tous deux ne tardent pas à se rendre compte qu'une nouvelle sorte de virus se propage parmi la population, non plus naturellement comme dans les anciens épisodes mais par l'intermédiaire d'une population déjà infectée. En effet ces nouveaux infectés ne sont pas lents et inconscients, ils gardent une certaine forme de conscience sectaire. Ils communiquent entre eux, se déplacent rapidement et utilisent des armes (tout comme dans Resident Evil 4).
À partir de ce moment, ils entendent quelqu'un parler dans un mégaphone, rompant le calme du village. Les villageois reviennent ensuite en nombre et poursuivent Chris et Sheva qui décident de se barricader dans une maison. Ils arrivent à en sortir par un passage souterrain et se retrouvent dans une nouvelle grande maison. De la fenêtre, ils aperçoivent celui qui parle dans le mégaphone, entouré d’un grand nombre de villageois encore plus avides de violence.
Après avoir remarqué la capture de leur contact et sa décapitation par une créature appelée le bourreau, le meneur les repère et utilise son mégaphone pour appeler la population à un lynchage collectif de Chris et Sheva. Kirk leur vient au secours avec son hélicoptère.

Logo de la compagnie pharmaceutique Tricell, une entreprise concurrente à la Umbrella Corporation.

À mesure de leur progression dans le village, ils apprennent que les informations sur la vente d'armes étaient un piège préparé par Irving qui a coûté la vie à toute l'équipe Alpha, assassinée par une arme biologique inconnue. Chris et Sheva finissent par rencontrer cette créature biologique appelée Uroboros pour la première fois. Arrivés au point de contrôle de l'équipe Alpha, le QG leur donne de nouveaux ordres et leur précise que l'équipe Delta arrive sur place pour les appuyer dans leur nouvelle mission, capturer Irving.
Plus tard, ils découvrent qu'une organisation nommée Tricell a repris les expériences d'Umbrella. Wesker semble également ne pas être étranger à ces événements. Chris et Sheva vont alors devoir s'allier pour sortir vivants de cet enfer.

### Personnages
Resident Evil 5 met en scène deux protagonistes : Chris Redfield et Sheva Alomar.
Chris est l'un des deux premiers protagonistes jouables dans la série Resident Evil (avec Jill Valentine). Il apparaît pour la première fois dans le premier jeu sous l'étiquette des S.T.A.R.S, un groupe d'élite de la police de Raccoon City. Il n'apparait plus par la suite mais sa sœur, Claire Redfield, part à sa recherche (en vain…) dans le second opus et il est le personnage clé dans Code Veronica. Sheva Alomar est, quant à elle, nouvelle dans la série. Elle fait partie de la branche africaine de la BSAA, organisation fondée, entre autres, par Chris Redfield.
Du côté ennemi, il y a l'apparition d'Albert Wesker, personnage récurrent de la série. Wesker est un membre des S.T.A.R.S à la base mais il est également un employé d'Umbrella Corporation. Rescapé et découvert sous son vrai visage dans le premier jeu, il devient au fil du temps, un ennemi redoutable, grâce notamment à un virus le rendant quasiment invulnérable et surhumain. Dans RE 5, Wesker coopère avec une femme nommée Excella Gionne, une employée de Tricell, ainsi que Ricardo Irving, un magnat du pétrole et trafiquant d'armes notoire. Excella a un lien direct avec Wesker et a étudié le Virus T et Las Plagas. Le sort de Jill Valentine se dévoilera durant le jeu.
Par ailleurs, Josh Stone, un membre de la branche africaine du BSAA se joindra par intermittence au duo Sheva/Chris. Il fait partie du groupe Delta, une équipe militaire censée appuyer Chris dans sa mission. D'ailleurs, deux équipes militaires apparaissent dans le jeu, Alpha et Delta tout comme dans Resident Evil avec ses équipes Alpha et Bravo.
Enfin, Ozwell E. Spencer fait son apparition pour la première fois dans la série.

### Bestiaire
Le jeu propose de nouveaux types d'ennemis appelés « Majinis », l'esprit mauvais en langue swahili. Ils sont légèrement différents des « Ganados » de l’Espagne dans Resident Evil 4. Le jeu reprend les principales classes d'ennemis de son prédécesseur : les villageois sont de retour, équipés d'armes rudimentaires (machettes, couteaux, cocktail Molotov, arbalète) ou combattant à mains nues. Certains Majinis peuvent se transformer (Kipepeo, Céphalo, Duvalia). Les seconds majinis sont des indigènes avec des arcs, des lances et des boucliers. Cependant, tout comme dans Resident Evil 4, la garde rapprochée de Wesker est équipée de mitraillettes, lance-roquettes, voire de boucliers, car ce sont des militaires.  
Le joueur retrouve les mini-boss à la tronçonneuse capables de tuer d'un seul coup (appelé « Majini à la tronçonneuse »).
Un nouveau mini-boss fait son apparition : le bourreau, c'est un homme de grande taille transportant une gigantesque hache. 
Parmi les boss : Ndesu est un monstre ayant de grandes ressemblances avec El Gigante mais portant une barbe ; un monstre marin doté de tentacules (voir Ricardo Irving) ; une créature appelée Uroboros. Et en dernier, un mélange de chauve-souris/scorpion géant et un crabe géant.
Albert Wesker est le boss final du jeu.

## Système de jeu
Le système de jeu de Resident Evil 5 est calqué sur celui de son prédécesseur, Resident Evil 4, à savoir une caméra à l'épaule qui se rapproche quand le personnage s'apprête à tirer. Le jeu tire plus vers le jeu d'action que du survival horror. Les Quick Time Events sont très nombreux et permettent d'attaquer un ennemi étourdi ou de se défendre d'une attaque contre des ennemis puissants qui ont la particularité de tuer le personnage d'un seul coup (comme le majini à la tronçonneuse par exemple).
Le jeu apporte plusieurs nouveautés dont la principale est la présence simultanée de deux personnages qui s'entraident tout au long du jeu. Ce système était déjà présent dans Resident Evil Zero. Resident Evil 5 s'en inspire notamment lorsqu'il faut échanger des objets avec son compagnon. Un personnage peut également aider un autre en le propulsant vers une plate-forme lointaine ou en lui faisant la courte échelle. Le joueur pourra donner à n'importe quel moment l'ordre à son compagnon de le suivre. Si le personnage allié est mourant, le joueur aura quelques secondes pour le réanimer à la manière de Gears of War.
Il y a plusieurs variétés d'armes : arme de poing, fusil à pompe, mitraillette, fusil et arme lourde. Il existe aussi une arme propre à chaque personnage ayant chacune des munitions illimitées ; Chris peut ainsi utiliser une gatling portable (mitrailleuse lourde) et Sheva un arc dont les flèches tuent instantanément.
Le jeu introduit également pour la première fois dans un épisode principal de la saga la notion de multijoueur. En mode en ligne, chaque joueur dirige un personnage (Chris ou Sheva) à sa guise, et cela tout au long du jeu.
Par ailleurs, le système de sauvegarde n'est plus le même. Dans les précédents épisodes de la série, le joueur enregistrait grâce à des machines à écrire. Dans Resident Evil 5 ce système est remplacé par des points de passage.

### Mode «Mercenaires»
Comme son prédécesseur, Resident Evil 5 dispose d'un mode « Mercenaries » (traduit sous un nom francophone dans RE 5). 
- Chris Redfield (3 costumes : BSAA, Safari et S.T.A.R.S.)
- Sheva Alomar (3 costumes : BSAA, Tribal et Tenue de soirée)
- Jill Valentine (2 costumes : tenue de combat et BSAA)
- Albert Wesker (2 costumes : Nuit et S.T.A.R.S.)

D'autre costumes sont disponibles en contenu téléchargeable.

#### Niveaux
- L'Assemblée : Majini (villageois), Cephalo, Executionner Majini.
- Mines : Majini (villageois), Cephalo, Grand Majini, Reaper.
- Village : Majini (indigènes), Cephalo, Kipepeo, Bui Kichwa, Majini Géant.
- Ruines : Majini (indigènes), Cephalo, Duvalia, Majini Géant.
- Centre : Majini (soldats), Duvalia, Licker Beta.
- Missiles : Majini (villageois), Cephalo, Majini à la Gatling.
- Cargo : Majini (villageois), Cephalo, Majini à la Tronçonneuse.
- Prison : Majini (villageois), Cephalo, Grand Majini, Executionner Majini, Executionner Majini rouge.

Ce mode est également jouable en ligne et en écran divisé.

## Développement

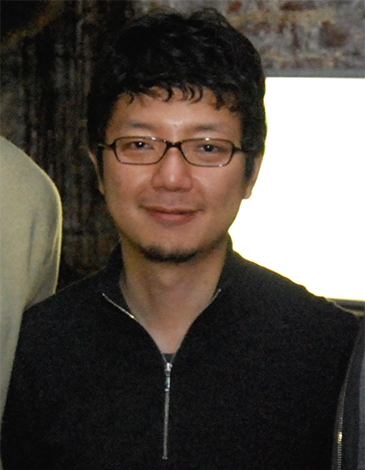
Jun Takeuchi, producteur en chef de Resident Evil 5

### Genèse
Capcom a annoncé officiellement Resident Evil 5 le 20 juillet 2005. Jun Takeuchi, le directeur de Onimusha et producteur de Lost Planet, a repris les droits du producteur Hiroyuki Kobayashi qui avait œuvré sur Resident Evil 4. Keiji Inafune, producteur exécutif du portage PlayStation 2 de Resident Evil 4, a supervisé la production. En février 2007, des membres de Capcom Clover Studio ont également été appelés pour aider à développer le jeu. Toutefois, de nombreux développeurs du studio ont ensuite travaillé sur Resident Evil: The Umbrella Chronicles, qui a débuté pour la Wii,. Plusieurs membres du personnel qui ont également travaillé sur le premier Resident Evil ont été impliqués dans le développement. Takeuchi a annoncé que le jeu utiliserait le même modèle de système de jeu introduit dans Resident Evil 4. Dans une interview de mai 2008, le PDG de Capcom Kenzo Tsujimoto estimait le coût de développement de RE 5 à plus de 2 milliards de yens soit environ 12 millions d'euros, soit dans la moyenne basse pour un jeu multiplateforme estimé par M2 Research entre 18 et 28 millions de dollars. L'économie de coùt s'expliquerai en partie grâce au moteur de jeu MT Framework que Capcom réutilise depuis Dead Rising sorti en 2006.
Le concept du jeu a évolué durant le développement : en effet, si le jeu devait se dérouler dans un environnement diurne (comme le montrent les premières captures d'écran et la bande-annonce officielle), dans la version originelle, le personnage contrôlé par le joueur devait faire attention à sa santé en se protégeant du soleil qui pouvait notamment l'éblouir. De ce fait, il aurait fallu toujours avoir un œil sur une jauge liée à l'insolation et penser à se réhydrater en buvant de l'eau par exemple, pour éviter d'être sujet à des hallucinations. Ce concept de chaleur et de déshydratation a finalement été abandonné. Malgré tout, ce cinquième opus bénéficie d'une ambiance très différente de celle des autres épisodes qui baignaient plus volontiers dans des atmosphères sombres et humides.

### Doublages
Voix américaine :
- Chris Redfield : Roger Craig Smith
- Sheva Alomar : Karen Dyer
- Albert Wesker : D. C. Douglas
- Jill Valentine : Patricia Ja Lee
- Excella Gionne : Nina Fehren
- Josh Stone : T. J. Storm
- Ricardo Irving : Allan Groves

### Musique
La musique du jeu a été composée par Kota Suzuki qui a déjà composé pour Onimusha 3: Demon Siege (2004) et Devil May Cry 4 (2008). Sa composition est essentiellement électronique, mais comprend quinze minutes d'orchestre enregistrées à Los Angeles à la Newman Scoring Stage dans les studios de la 20th Century Fox. Les thèmes d'action ont été réalisés grâce à un ensemble de cent trois instruments provenant de l'orchestre symphonique de Hollywood Studio. D'autres arrangements orchestraux ont été composés par Wataru Hokoyama qui a dirigé l'orchestre.
La bande originale du jeu dispose d'un thème principal chanté ainsi que de compositions orchestrales, une première pour la série. Le thème principal est composé par Kota Suzuki et interprété par Oulimata Niang, une jeune chanteuse sénégalaise.

## Promotion et éditions

### Promotion
Le 9 décembre 2008, Capcom a mis en place un site appelé Kijuju afin d'assurer la promotion de RE 5,. L'éditeur surnommera leur site la « Campagne virale ». Cinq séquences réalisées avec des prises de vues réelles et par conséquent avec de vrais acteurs ont fait partie d'un jeu dont le but était de découvrir des secrets et d'obtenir des prix. Plus d'un demi-million de personnes ont découvert le site Kijuju.
Resident Evil 5 a suscité une polémique lors de la diffusion de ses premières bandes-annonces. On y voit le personnage principal, Chris Redfield, homme blanc au physique idéalisé, tirer sans vergogne sur la foule locale composée de personnes noires uniquement (l'action de ce cinquième volet se déroulant en Afrique noire), ce qui fut jugé raciste par plusieurs critiques.

Depuis, Capcom a apporté des modifications au jeu en ajoutant des personnages asiatiques dans la masse des ennemis noirs. Jun Takeuchi déclare à ce propos : 

« Nous sommes dans le business de l'entertainment. Nous n'avons jamais eu l'intention de faire un jeu raciste ou une déclaration politique. Nous avons bien senti qu’il y avait une incompréhension à propos du premier trailer. »

### Éditions
Différents packages ont été préparés : un pour chaque sortie (européenne, nord-américaine et japonaise) – généralement différents les uns des autres – et un pour l'édition collector. Ce dernier n'est pas la même selon les régions du monde :
- en Europe, l'édition collector contient, que ce soit sur PS3 ou Xbox 360, un DVD bonus comprenant le making of du jeu et un trailer version longue de Resident Evil: Degeneration[38],[39] ;
- au Japon, l'édition collector est différente de par son packaging mais aussi par son contenu. En effet il contient une clé USB de 2 Go en forme de vaccin, un artbook de 32 pages et un étui pour téléphone portable. Cependant, il existe aussi une 2e version amoindrie comme celle de l'Europe[40] ;
- en Amérique du Nord, l'édition contient en plus des composants de l'édition pour l’Europe, une figurine de Chris Redfield, un pendentif Kijuju, un autocollant du BSAA et une sacoche Tricell[41].

## Accueil

### Critiques
Ryan Geddes de IGN donne une note de 9/10, expliquant que cet opus est très différent des précédents de la série : « Le changement peut être un processus douloureux. » Il ajoute : « Il suffit de demander à l'un des malheureux citoyens de Kijuju, la région fictive de l'Afrique qui sert d'écrin pour RE 5, qui vous dira qu'une société assoiffée de pouvoir a provoqué une catastrophe biologique qui transforme les gens en hôtes par une infection parasitaire de qualité militaire. »
Comme l'histoire qu'il tente de raconter, Resident Evil 5 est une question d'évolution. Il ajoute que « cet opus de la série est un changement radical comparé aux histoires de la ville de Raccoon City ».
Contrairement aux premiers titres Resident Evil, le système de jeu de RE 5 est largement fondé sur la coopération, soit avec un second joueur « humain », soit avec une partenaire gérée par l'intelligence artificielle. Geddes estime que la partenaire contrôlée par l'IA fait quelques bizarreries, mais fonctionne bien dans l'ensemble : « Sheva n'a pas tout à fait la même approche fanatique à la conservation des munitions et d'objets de santé que nous », avertit Geddes. « Elle a tendance à vider son chargeur même si sa cible n'est pas parfaitement visible, et elle a aussi tendance à se guérir elle-même et Chris au moindre signe d'une petite blessure. »
« Avec RE 5, Capcom a rompu avec la plupart des conventions survival horror dont ils furent les pionniers », résume Geddes. « Le suspense terrifiant des jeux précédents a été remplacé par une intensité d'action – soit on est emballé, soit on est déçu. »
Kristan Reed de Eurogamer décerne une note de 7/10. Il note d'abord que le dispositif de contrôle est mal conçu. « Dans RE 5, il est presque impossible de ne pas râler sur le fait que vous ne pouvez pas vous déplacer et tirer en même temps », dit-il. « Ou à cause de la vitesse glaciale pour faire un demi-tour. Ou à cause du lourd système d'inventaire. […] Ces décisions de conception fondamentale sont illogiques dans un contexte moderne, et une partie de moi veut que Capcom se réveille au présent. »
Reed note que la mécanique du jeu ressemble fortement à Resident Evil 4, avec seulement quelques modifications importantes. « À bien des égards, RE 5 se contente de suivre le chemin de son prédécesseur bien-aimé et modifie quelques petites choses en chemin », écrit-il. « L'ajout principal est la présence d'une caméra entièrement contrôlable pour la première fois. Assigné au stick droit, vous avez enfin la possibilité de balayer le champ de vision autour de vous comme vous le souhaitez et, par conséquent, le jeu est plus fluide. »

Propos du producteur Jun Takeuchi lui-même : 

« Il est vrai que nous avons ressenti une grande pression et l'ombre de Shinji Mikami après Resident Evil 4. Cependant, comme nous avions créé la suite de cette immense franchise, nous tenions à ce que la nouvelle direction empruntée soit claire. »

 Il avoue ainsi que RE 5 n'avait pas atteint le même niveau qualitatif que RE 4, excepté au niveau graphique, et que Capcom voulait plus que jamais orienter la série vers le jeu d'action plutôt que vers le survival horror. Jun Takeuchi laisse entendre qu'il ne sera pas producteur du prochain volet Resident Evil 6 et que la suite sera en totale rupture avec ce qui a été fait jusqu'à maintenant.

### Ventes
Avec plus de 4 millions de téléchargements de la démo de Resident Evil 5, les boutiques japonaises ont anticipé de fortes ventes possibles. Le jour de la sortie, certains fans formaient des files d'attente devant les boutiques japonaises afin d'obtenir le jeu.
Le 16 mars, Capcom affirme avoir distribué plus de 4 millions d'exemplaires dans le monde, un lancement record pour la série. Le jeu est placé troisième dans la liste des meilleures ventes de jeux développés par Capcom en tant que titre individuel au 31 mars 2009 avec 4,4 millions d'exemplaires vendus.
Selon les estimations du site web VG Chartz, Resident Evil 5 se serait vendu à 3,23 millions d'exemplaires sur PlayStation 3 et à 2,75 millions d'exemplaires sur Xbox 360 pour un total de 5,98 millions d'exemplaires vendus sur les deux consoles de salon.
En juin 2009, Resident Evil 5 est l'opus le plus vendu de la série (sachant que la version PC n'est pas comptabilisée) passant devant Resident Evil 2 lui-même vendu à plus de 4,9 millions d'exemplaires.

## Portage Windows
La configuration minimum requise sur PC est de 8 Go d'espace libre sous Windows XP.
Le portage sous Windows de Resident Evil 5 est très proche des versions consoles HD. Elle bénéficie néanmoins d'une résolution maximum plus élevée et permet de tirer profit de la nouvelle carte graphique NVIDIA GeForce 3D Vision proposant des graphismes en 3D relief via l'utilisation de lunettes 3D. Cette version est livrée avec des contenus exclusifs, tels que les costumes supplémentaires (payant sur consoles via les plates-formes de téléchargement) et un nouveau mode pour le mini-jeu « Mercenaire », No Mercy. Il y a d’ailleurs plus d'ennemis dans ce mini-jeu.
Selon Capcom, l'utilisation de la technologie 3D stéréoscopique sur RE 5 marque « une première dans l'industrie », les effets sont utilisés « dans toutes les cinématiques de RE 5 » et non seulement dans le système de jeu.
Le jeu reçoit de bonnes critiques : « L'adaptation PC de Resident Evil 5 tire plutôt vers le haut », d'après Logan de Jeuxvideo.com. Le jeu peut demander beaucoup de ressource graphique et par conséquent une « bonne configuration exigée », ce qui n'en fait pas un atout d'après Puyo de Gamekult.
À sa sortie sur PC, le jeu utilise le système Games For Windows Live comme plateforme de gestion de DRM. À la vue du déclin annoncé de cette solution, Capcom met à jour la version PC en Mars 2015, et propose aux joueurs de migrer leurs profils depuis Games For Windows Live, vers la plateforme Steamworks.

## Produits dérivés

### Bande originale
Resident Evil 5 Original Soundtrack est la bande originale du jeu, sortie le 5 mars 2009 et composée par Kota Suzuki et Wataru Hokoyama.

### Contenus téléchargeables

#### Mode «Affrontement»
Ce mode n'est pas disponible par défaut dans le jeu. Il est vendu en téléchargement sur le Xbox Live et le PlayStation Network à partir du 9 avril 2009 en Europe.
Ce mode propose aux joueurs quatre sous-modes :
- tueurs (règle : le joueur doit tuer des Majinis ou d'autres joueurs pour gagner des points en solo) ;
- tueurs en équipe (règle : les joueurs doivent tuer des Majinis ou d'autres joueurs pour gagner des points en équipe) ;
- survivants (règle : le joueur doit tuer les autres joueurs pour gagner des points en solo) ;
- survivants en équipe (règle : les joueurs doivent tuer les autres joueurs pour gagner des points en équipe).

Ce contenu, sorti peu après la distribution du jeu a suscité quelques critiques. En effet des membres de forums se seraient plaints de payer du contenu déjà présent dans le jeu. Capcom a donné une réponse sur le forum officiel de Resident Evil 5 via le responsable de la stratégie commerciale, Chris Svensson : 

« Le mode Versus représente un contenu qui a été créé hors du plan de design original de Resident Evil 5. C'est un tout nouveau mode nécessitant des ressources supplémentaires, sans parler des coûts de bande-passante. »

À la sortie, certains internautes ont affirmé que cette mise à jour ne pesait que 300 ko sur PlayStation 3 et 2 Mo sur Xbox 360, soit une taille très faible pour du contenu 3D. Certains en ont conclu que ce contenu était déjà dans le disque et que l'on payait seulement une clé d'activation. Ce qui contredit la version de Capcom à propos du développement distinct de ce contenu par rapport au développement du jeu.

#### Perdu dans les cauchemars
Le 18 février 2010 sort le premier chapitre additionnel Perdu dans les cauchemars sur les plates-formes européennes de téléchargement PSN et Xbox Live.
Quelques années avant le déroulement de Resident Evil 5, Chris et Jill, sous les ordres de la BSAA, entrent dans la résidence privée européenne du propriétaire d'Umbrella Corporation afin de l'intercepter et d'obtenir des informations sur Wesker. C'est dans ce manoir que Jill est portée disparue d'après les multiples flash-back de Chris dans Resident Evil 5.
Dans une atmosphère angoissante et macabre, Chris et Jill enquêtent sur Ozwell E. Spencer. Ils y apprendront quelques informations sur Spencer, sur son possible successeur et sur Albert Wesker. Ce chapitre est un retour aux sources de la série, en effet les ennemis se font rares mais leur apparition ainsi que l'aspect sonore du chapitre sont soignés. Les ennemis sont lents mais très puissants et les munitions (selon le degré de difficulté) quasiment inexistantes. Cette résidence est bâtie sur des plans similaires au manoir du premier Resident Evil, d'ailleurs beaucoup de clins d'œil y sont présents : l'angle original (possible) de caméra du premier opus, ou encore Jill rejouant Moonlight Sonata sur le piano.

#### Une fuite désespérée
Le 3 mars 2010 sort le deuxième chapitre additionnel Une fuite désespérée pour l'Europe.
Juste après que Chris et Sheva ont combattu Albert Wesker, Jill, débarrassée de son système de contrôle, reprend conscience. Malheureusement très abattue, Jill ne peut suivre Chris et Sheva. Elle ordonne à Chris de continuer la poursuite de Wesker car il est un grand danger pour le monde et qu'elle ne peut pas se permettre de ralentir le groupe. Elle reperd conscience peu après et par miracle Josh Stone, l'un des membres survivants de l'équipe Delta, arrive sur les lieux. Josh convainc Jill d'essayer de survivre bien que le secteur grouille de majinis et qu'il y ait un risque d'explosion à tout moment. Ainsi commence une fuite désespérée.
Ce chapitre mise tout sur l'action non-stop, le style est adopté des derniers de la série. En effet, les Majinis ne laissent aucun moment de répit. En plus d'être en très grand nombre, ils réagissent en groupe, montent les échelles, ouvrent les portes et sont armés pour certains.

#### Réunion des mercenaires
La Réunion des mercenaires est un contenu quasi similaire au mode mercenaire original de Resident Evil 5. Il est disponible avec le premier chapitre additionnel Perdu dans les cauchemars. Cependant, les personnages ne sont pas tous accessibles, il faut en effet payer pour avoir Chris en Heavy Metal et Sheva en femme d'affaires disponible le 18 février 2010 (sous le nom de Pack Costume 1). Le pack 2 comprenant Chris dans une tenue sado-maso et Sheva en chaperon rouge est disponible le même jour que le second chapitre téléchargeable.
Ce mode comprend au total : Chris, Sheva, avec de nouveaux costumes, et de nouvelles armes. Il apparaît également de nouveaux personnages : Rebecca Chambers, Barry Burton, Josh Stone et Excella Gionne.
Rebecca Chambers et Barry Burton sont deux survivants des STARS des événements du 24 juillet 1998, clin d'œil encore porté sur le premier opus de la série.

#### Untold Stories Bundle
À partir du 25 mars 2015, l'ensemble des nouveaux contenus déjà présents sur consoles (décrits ci-dessus) devient disponible sur PC, via la plateforme Steam, dans un package appelé "Untold Stories Bundle".

### Comics
DC et Capcom ont officialisé un accord afin que DC comics puisse créer des bandes dessinées sur des jeux Capcom tel Resident Evil. Une bande dessinée américaine (Comics) de Resident Evil 5 composée de six tomes voit le jour chez DC comics.

## Postérité

### Resident Evil 5: Gold Edition
Resident Evil 5: Gold Edition n'est tout simplement qu'une réédition à bas prix de Resident Evil 5 avec tous les contenus téléchargeables inclus dans une version boîte pour PlayStation 3 et Xbox 360. Cette édition devient disponible sur PC, au travers de la plateforme Steam, à partir du 25 mars 2015. Cela comprend donc les deux chapitres additionnels (Perdu dans les cauchemars et Une fuite désespérée), le mode de jeu « Affrontement », de nouveaux costumes pour Chris et Sheva, de nouvelles figurines virtuelles, et le mode « Réunion des mercenaires ».
Le 19 septembre 2010, par l'intermédiaire d'une simple mise à jour, RE 5: Gold Edition devient compatible PlayStation Move, le contrôleur de Sony qui s'appuie sur les mouvements du joueur.

### Resident Evil: Revelations
Resident Evil: Revelations est un jeu vidéo développé par Capcom pour la Nintendo 3DS utilisant le MT Framework, le moteur graphique de RE 5. Keiji Inafune dit à l'E3 2010 que « ce sera un jeu complètement original, similaire à Resident Evil 5 ». Le jeu reprend deux des principaux personnages de RE 5 : Chris Redfield et Jill Valentine.